# 616 (numero)
Seicentosedici (616) è il numero naturale dopo il 615 e prima del 617.

## Proprietà matematiche
- È un numero pari.
- È un numero composto con 16 divisori: 1, 2, 4, 7, 8, 11, 14, 22, 28, 44, 56, 77, 88, 154, 308, 616. Poiché la somma dei suoi divisori (escluso il numero stesso) è 824 > 616 è un numero abbondante.
- È un numero palindromo nel sistema numerico decimale e nel sistema di numerazione posizionale a base 12 (434).
- È un numero ettagonale, 13-gonale, 31-gonale e 104-gonale.
- È un numero pratico.
- È un numero congruente.
- È un numero malvagio.
- È un termine della successione di Padovan.
- È parte delle terne pitagoriche (150, 616, 634), (288, 616, 680), (363, 616, 715), (462, 616, 770), (616, 663, 905), (616, 735, 959), (616, 870, 1066), (616, 990, 1166), (616, 1155, 1309), (616, 1638, 1750), (616, 1887, 1985), (616, 2112, 2200), (616, 3360, 3416), (616, 4290, 4334), (616, 5913, 5945), (616, 6762, 6790), (616, 8613, 8635), (616, 13545, 13559), (616, 23712, 23720), (616, 47430, 47434), (616, 94863, 94865).

## Astronomia
- 616 Elly è un asteroide della fascia principale del sistema solare.
- NGC 616 è una stella doppia della costellazione del Triangolo.

## Astronautica
- Cosmos 616 è un satellite artificiale russo.